# Turner (Oregon)
Turner é uma cidade localizada no estado norte-americano de Oregon, no Condado de Marion.

## Demografia
Segundo o censo norte-americano de 2000, a sua população era de 1199 habitantes.
Em 2006, foi estimada uma população de 1621, um aumento de 422 (35.2%).

## Geografia
De acordo com o United States Census Bureau tem uma área de
4,1 km², dos quais 4,0 km² cobertos por terra e 0,1 km² cobertos por água. Turner localiza-se a aproximadamente 87 m acima do nível do mar.

## Localidades na vizinhança
O diagrama seguinte representa as localidades num raio de 16 km ao redor de Turner.